# Mitternachtszirkus – Willkommen in der Welt der Vampire
Mitternachtszirkus – Willkommen in der Welt der Vampire (Originaltitel: Cirque du Freak: The Vampire’s Assistant) ist ein US-amerikanischer Film von Regisseur Paul Weitz aus dem Jahr 2009. Es handelt sich um die Verfilmung der ersten drei Bände der zwölfteiligen Darren-Shan-Serie des irischen Autors Darren O’Shaughnessy.

## Handlung
Der Jugendliche Darren Shan, ein Musterschüler, und sein Freund Steve, ein Schulschwänzer, der ihn beneidet, erfahren von einer Freak Show namens Cirque du Freak, deren Besuch sie sich nicht entgehen lassen. Dort treffen sie neben einem Schlangenjungen, Wolfsmenschen, einem riesigen Marktschreier und einer bärtigen Lady auch auf die echten Vampire Larten Crepsley und Gavner Purl, als Darren die beiden belauscht. Er erfährt von zwei verfeindeten Vampir-Fraktionen, die sich uneinig sind, ob sie ihre Opfer töten sollen oder nicht. Die Vampire, darunter Crepsley und Gavner, entnehmen lediglich wenige Schlucke Blut aus der Schulter, während die „Vampyre“ die Opfer gnadenlos leer saugen. Sie haben Waffenstillstand, doch dieser wird brüchig, als Gavner Crepsley erzählt, dass Murlaugh, einer der Vampyre, ihren Freund Vincent ermordet hat. Aus Rache will Gavner, der die Vampyre zutiefst verabscheut, diesen einen Denkzettel verpassen und ein paar von ihnen töten, doch Crepsley ist dagegen, da es sonst zum Krieg kommen würde. Jedoch ist der geheimnisvolle Desmond „Des“ Tiny wieder aufgetaucht. Tiny sehnt einen Krieg herbei, da eine seiner Prophezeiungen besagt, dass zwei Teenager in diesem Krieg die Entscheidung bringen werden. Er will den Krieg offenbar für eigene Zwecke nutzen und alle vernichten. Um diesen Krieg auszulösen, hat er sich mit Murlaugh zusammengetan, der seinerseits Hass auf die Vampire hat. Steve platzt in das Gespräch hinein. Weil er mit seinem Leben sehr unglücklich ist und darüber hinaus ein Faible für Vampire hat, will er selbst einer werden, da Vampire nach ihren eigenen Gesetzen leben. Crepsley testet sein Blut und verweigert es ihm, worauf Steve schwört, ihn zu jagen und zu töten. Darren, ein Spinnenfan, stiehlt Crepsleys Spinne, die dieser bei der Show, dem „Cirque du Freak“, eingesetzt hatte. Doch das hat Folgen: Steve wird durch einen Biss vergiftet und liegt im Koma. Crepsley bestraft Darren dafür, indem er ihn durch Blutaustausch zum Halb-Vampir macht. Im Gegenzug dafür rettet er Steve. Darren wird nun scheinbar von Crepsley getötet, da er als (Halb-)Vampir jene verlassen muss, die er liebt. Jedoch entdeckt Steve bei Darrens Beerdigung, was passiert ist. Darren ist nicht wirklich tot und wird von Crepsley des Nachts aus seinem Grab gebuddelt. Plötzlich greift Murlaugh an und will Darren entführen, doch Crepsley bekämpft den Vampyr und flieht mit Darren zum Wanderzirkus.
Darren schließt sich dem Wanderzirkus an und versucht, sich in der sonderbaren Welt zurechtzufinden. Er verliebt sich in ein „Affenmädchen“. Als Assistent des Vampirs (gemäß dem englischen Untertitel The Vampire’s Assistant) gerät er dabei in den Konflikt zwischen den beiden Vampir-Fraktionen. Mister Tiny möchte den Krieg zwischen den Gruppierungen erneuern. Er glaubt, dass Darren und Steve die besagten Teenager sind, und sorgt dafür, dass Steve zu einem Vampyr wird. Steve genießt das voll und ganz und nutzt dies aus, um sich an einem Lehrer zu rächen, zu dem er in der Schule kein gutes Verhältnis hatte. Er stellt Darren und Crepsley eine Falle, indem er Darrens Angebetete Rebecca, das Affenmädchen, und auch dessen Familie entführt und Darren in einem Theater vor die Wahl stellt. Er will, dass Darren seine Familie tötet, ansonsten würde Rebecca sterben. Auch Crepsley, der sich zwischenzeitlich auf den Weg gemacht hatte, um Darren zu retten, erscheint, mit einem Messer bewaffnet, dort. Crepsley und Murlaugh liefern sich einen brutalen Kampf, in dessen Verlauf Murlaugh die Oberhand gewinnt, seinen Gegner aber nicht tötet, damit Steve seine Rachegelüste in die Tat umsetzen kann. Doch Rebecca versorgt Darren freiwillig mit ihrem Blut, sodass dieser die Kräfte eines Vampirs erlangt und Crepsley retten kann, worauf dieser Murlaugh ersticht. Doch dadurch geht, wie von Tiny und Murlaugh geplant, der Waffenstillstand zu Bruch. Um zu verhindern, dass jemand davon erfährt, kämpft Darren gegen Steve, bis sie von Tiny gestoppt werden. Darren und Steve stehen einander fortan als Todfeinde gegenüber. Tiny bringt Steve zu den Vampyren, um sein Volk kennenzulernen, während Darren zurück zum Cirque geht. Er bekommt dort einen eigenen Sarg und soll am nächsten Tag dem Vampir-Konzil, das laut Gavner alles tun würde, um einen Krieg zu verhindern, vorgestellt werden.

## Hintergrund
Die Dreharbeiten zu Mitternachtszirkus fanden von Februar bis Juni 2008 im US-Bundesstaat Louisiana statt, vor allem in den größten Städten New Orleans und Baton Rouge, sowie in dem Dorf Folsom. Wenige Szenen wurden an der John Marshall High School in Los Angeles gedreht.
Am Dreh wurden neben Prothesen und Makeup auch computergenerierte Spezialeffekte eingesetzt.
Zunächst war für die Weltpremiere der 15. Januar 2010 vorgesehen, doch die Veröffentlichung wurde auf den 23. Oktober 2009 vorgezogen. Während der Vampirfilm New Moon – Bis(s) zur Mittagsstunde, den Paul Weitz’ Bruder Chris Weitz verfilmte, ab 16. November 2009 zu einem kommerziellen Erfolg wurde und mit 72,6 Millionen Dollar Tageseinnahmen am 20. November sogar einen Einnahmenrekord aufstellte, floppte Mitternachtszirkus an den amerikanischen Kinokassen:
Bei einem Produktionsbudget von mindestens 40 Millionen Dollar erzielte Mitternachtszirkus in den amerikanischen Kinos ein enttäuschendes Ergebnis von unter 14 Millionen Dollar.
Kinostart in Deutschland, Österreich und der deutschsprachigen Schweiz war der 7. Januar 2010. Die Veröffentlichung der DVD war für den 15. Februar 2010 im Vereinigten Königreich und Irland, für den 23. Februar 2010 in den Vereinigten Staaten vorgesehen.

## Kritiken
Das schlechte Einspielergebnis wurde auch als zentraler Aspekt der Filmbewertung herangezogen:

„Damit ist die Chance auf ein Sequel praktisch gleich Null. Wie viel Sinn macht es aber, sich einen Film anzusehen, der mitten in der Handlung abbricht und von dem man weiß, dass die Geschichte – zumindest auf der Leinwand – nicht mehr zu Ende erzählt wird?“

Als mögliche Ursache des Flopps nennt die Kritik den Unterschied zu erfolgreichen Fantasy-Vampir-Filmen der jüngsten Zeit:

„Die ‚Twilight‘-Filme und ‚True Blood‘ haben gemein, dass sie den jahrhundertealten Vampir-Mythos mit heutigen Soap-Elementen durchsetzen. ‚Mitternachtszirkus‘ entpuppt sich – ähnlich wie die ebenfalls gefloppten ‚Eragon‘, ‚Tintenherz‘ und ‚Der Goldene Kompass‘ – hingegen als Fantasy im klassischsten Sinne, bei dessen Kampf zwischen Gut und Böse für überhöhte Gefühle shakespearescher Prägung kein Platz bleibt. Vampire ohne Herzschmerz will aber offensichtlich niemand sehen.“

„Der fahrig erzählten Geschichte, einer uninspirierten Regie und einem blassen Hauptdarsteller gelingen es nicht, der Genregeschichte Spannung und Magie einzuhauchen.“

Dabei wird Mitternachtszirkus durchaus als gute Alternative zu anderen aktuellen Vampirfilmen und gelungene Verfilmung der Buchvorlagen angesehen und als „fantasievoller Vampirfilm mit schönen Effekten, einer glaubhaften Geschichte, nachvollziehbaren Schicksalen, einer guten Prise Humor und guter Musik“ empfohlen:

„Die düstere Atmosphäre wird durchbrochen vom Humor der Hauptfiguren, aber auch den sich anbahnenden Konflikten unter den Vampiren. […] Nicht nur Vampirfans im Allgemeinen, sondern gerade die Freunde dieser eher makaberen Vampirwelt werden ihre Freude an Mitternachtszirkus haben. Dies liegt hauptsächlich darin begründet, dass die fantasievolle Welt die Vampir-Grundregeln und -eigenschaften nicht so eklatant verletzt wie es die Twilight-Serie tut.
Zwar verwandelt sich auch hier niemand in eine Fledermaus oder weicht vor Knoblauch, dem Kruzifix oder dem Sonnenlicht zurück, doch spricht die Atmosphäre des Films den mit klassischen Vampiren aufgewachsenen Zuschauer viel stärker an als die Konkurrenz.“